# Mahamadou Doumbia
Mahamadou Doumbia (Bamako, 15 maggio 2004) è un calciatore maliano, centrocampista dell'Anversa.

## Carriera
Doumbia è cresciuto nel JMG Bamako e nel 2022 è entrato a far parte del settore giovanile del Nordsjælland. L'anno successivo è stato acquistato dall'Anversa ed il 28 gennaio 2024, dopo aver giocato con la squadra riserve nella seconda divisione belga, ha debuttato nella prima divisione belga in occasione dell'incontro di Pro League perso 1-0 contro l'Eupen. Ha segnato il suo primo gol tre giorni più tardi decidendo la trasferta contro lo Standard Liegi.

## Statistiche

### Presenze e reti nei club
Statistiche aggiornate al 3 novembre 2024.
| Stagione        | Squadra            | Campionato      | Campionato | Campionato | Coppe nazionali | Coppe nazionali | Coppe nazionali | Coppe continentali | Coppe continentali | Coppe continentali | Altre coppe | Altre coppe | Altre coppe | Totale | Totale | Totale |
| Stagione        | Squadra            | Comp            | Pres       | Reti       | Comp            | Pres            | Reti            | Comp               | Pres               | Reti               | Comp        | Pres        | Reti        | Pres   | Reti   |        |
| --------------- | ------------------ | --------------- | ---------- | ---------- | --------------- | --------------- | --------------- | ------------------ | ------------------ | ------------------ | ----------- | ----------- | ----------- | ------ | ------ | ------ |
| 2023-2024       | Young Reds Antwerp | D3              | 13         | 2          | -               | -               | -               | -                  | -                  | -                  | -           | -           | -           | 13     | 2      |        |
| 2023-2024       | Anversa            | D1              | 13         | 2          | CB              | 1               | 1               | UCL                | 0                  | 0                  | SB          | 0           | 0           | 14     | 3      |        |
| 2024-2025       | Anversa            | D1              | 12         | 1          | CB              | 0               | 0               | -                  | -                  | -                  | -           | -           | -           | 12     | 1      |        |
| Totale carriera | Totale carriera    | Totale carriera | 38         | 5          |                 | 1               | 1               |                    | -                  | -                  |             | -           | -           | 39     | 6      |        |